# Suctobelba perpendiculata
Suctobelba perpendiculata är en spindeldjursart som beskrevs av Forsslund 1958. Suctobelba perpendiculata ingår i släktet Suctobelba, och familjen Suctobelbidae. Arten är reproducerande i Sverige.